# Горицко
Горицко или Горенци (грч. Αγραπιδιές, Аграпидијес) је насеље у Грчкој у општини Суровичево, периферија Западна Македонија. Према попису из 2021. било је 58 становника.
На попису из 1991. године Горицко је имало 255 становника, потомке грчких избеглица из Турске и колониста из Епира.

## Становништво
| Година       | 1951 | 1961 | 1971 | 1981 | 1991 | 2001 | 2011 |
| ------------ | ---- | ---- | ---- | ---- | ---- | ---- | ---- |
| Становништво | 190  | 219  | 200  | 180  | 255  | 250  | 120  |